# Leptomastidea bereketi
Leptomastidea bereketi är en stekelart som beskrevs av Svetlana N. Myartseva 1980. Leptomastidea bereketi ingår i släktet Leptomastidea och familjen sköldlussteklar. Inga underarter finns listade i Catalogue of Life.